# Приготуй труну
Приготуй труну (італ. Preparati la bara!) — італійський спагеті-вестерн режисера Фердінардо Балді.

## Сюжет
У 1889 році сенатор Девід Баррі був висунутий кандидатом на посаду губернатора штату, і Джанго, його друг, став його охоронцем. Девід попросив Джанго підтримки до виборів, але Джанго відмовився, посилаючись на важливу місію з транспортування золота до федеральних сховищ в Атланті. Ображений Девід вирішує забрати все федеральне золото собі та організовує озброєний напад на конвой. Під час атаки головорізи вбивають всю охорону та дружину Джанго, а самого пораненого Джанго залишають помирати серед Фронтиру.
Після одужання Джанго викопує собі могилу та влаштовується окружним катом задля формування власної банди з невинних засуджених. Колишні засуджені мають перехоплювати конвої з підкупленими присяжними та вибивати з них всю можливу інформацію про Девіда Баррі. Але всі ці плани руйнуються через мексиканця Гарсію, який спочатку переконує колишніх засуджених забрати золото, а потім всіх їх вбиває, аргументуючи це своєю бідністю та жагою до гідного життя.
Зрештою, Гарсія, вирішивши спокутувати свою провину, заманює Девіда та його банду на місцеве кладовище, де їх вбиває Джанго зі свого кулемета, який зберігався у закопаній на початку фільму труні.

## В ролях
| Актор           | Роль                |
| --------------- | ------------------- |
| Теренс Гілл     | Джанго              |
| Хорст Франк     | сенатор Девід Баррі |
| Джордж Істмен   | Лукас               |
| Хосе Торрес     | Гарсіа Ібаньез      |
| Бруна Сіміонато | Мерседес Ібаньез    |

## Цікаві факти
1. Величезний успіх фільму Серджо Корбуччі «Джанго» з Франко Неро у головній ролі надихнув безліч режисерів на створення неофіційних сиквелів через слабкі закони про авторське право в Італії того часу. У деяких фільмах головним героєм був оригінальний Джанго, інші просто додавали ім'я цього героя у назву свого фільму задля привертання уваги фанатів оригінального фільму. Проте фільм «Приготуй труну» можна вважати напівофіційним сиквелом фільму 1966 року, оскільки продюсером був Маноло Болоньїні (продюсер оригінального «Джанго»), а на головну роль замість Теренса Гілла планувався сам Франко Неро.